# Markku Larkio
Markku Tapio Larkio (Riihimäki, 4 settembre 1972) è un ex cestista finlandese.

## Carriera
Con la Finlandia ha disputato i Campionati europei del 1995.

## Palmarès

### Individuale
- Korisliiga MVP: 1

Namika Lahti: 1995-1996